# Tmesisternus trapezicollis
Tmesisternus trapezicollis là một loài bọ cánh cứng trong họ Cerambycidae.